# Basketbalteam van het Gemenebest van Onafhankelijke Staten (mannen)
Het Basketbalteam van het Gemenebest van Onafhankelijke Staten of ook wel Gezamenlijk Team basketbal bestond voor korte tijd na het uiteenvallen van de Sovjet-Unie uit voormalige Sovjet-republieken met uitzondering van de Baltische staten. Ze werden informeel het Gemenebest van Onafhankelijke Staten (GOS) genoemd alhoewel Georgië pas in 1993 lid werd van het GOS. Het nam deel aan de Olympische Spelen van 1992. Het team droeg de naam "Equipe Unifiée", had de IOC-code "EUN" en voerden de olympische vlag.

## Leden
De volgende landen waren onderdeel van het Gezamenlijk team:
- Armenië (ARM)
- Azerbeidzjan (AZE)
- Georgië (GEO)
- Kazachstan (KAZ)
- Kirgizië (KGZ)
- Moldavië (MDA)
- Oekraïne (UKR)
- Oezbekistan (UZB)
- Rusland (RUS)
- Tadzjikistan (TJK)
- Turkmenistan (TKM)
- Wit-Rusland (BLR)

## Het Gezamenlijk team tijdens internationale toernooien

### Kwalificatie toernooi voor Olympische Spelen in 1992
- 22 juni 1992 (Pabellón de La Granadilla, Badajoz)  GOS -  Hongarije 120-57
- 23 juni 1992 (Pabellón de La Granadilla, Badajoz)  GOS -  Estland 92-71
- 24 juni 1992 (Pabellón de La Granadilla, Badajoz)  GOS -  Groot-Brittannië 109-73
- 25 juni 1992 (Pabellón de La Granadilla, Badajoz)  GOS -  Nederland 96-103 (nv)
- 26 juni 1992 (Pabellón de La Granadilla, Badajoz)  GOS -  Litouwen 79-116
- 29 juni 1992 (Pabellón Príncipe Felipe, Zaragoza)  GOS -  Tsjecho-Slowakije 88-60
- 30 juni 1992 (Pabellón Príncipe Felipe, Zaragoza)  GOS -  Kroatië 81-85
- 1 juli 1992 (Pabellón Príncipe Felipe, Zaragoza}  GOS -  Italië 83-75
- 3 juli 1992 (Pabellón Príncipe Felipe, Zaragoza)  GOS -  Israël 101-85
- 4 juli 1992 (Pabellón Príncipe Felipe, Zaragoza)  GOS -  Duitsland 83-68
- 5 juli 1992 (Pabellón Príncipe Felipe, Zaragoza)  GOS -  Slovenië 84-82

### Olympische Spelen
- Olympische Spelen 1992: 4e

### Coaches
- - Joeri Selichov (1992)